# Hovea linearis
Hovea linearis là một loài thực vật có hoa trong họ Đậu. Loài này được (Sm.) R.Br. miêu tả khoa học đầu tiên.